# Шолль, Райнер
Ра́йнер Шолль (нем. Reiner Scholl; 31 мая 1961, Тройсдорф) — немецкий гребец-байдарочник, выступал за сборную ФРГ в 1980-е годы. Чемпион мира, участник двух летних Олимпийских игр, многократный победитель регат национального значения.

## Биография
Райнер Шолль родился 31 мая 1961 года в городе Тройсдорфе. Активно заниматься греблей начал в раннем детстве, проходил подготовку в Нидеркасселе, состоял в местном спортивном клубе «Блау-Вайс Райдт». 
Первого серьёзного успеха на взрослом международном уровне добился в 1984 году, когда попал в основной состав национальной сборной ФРГ и благодаря череде удачных выступлений удостоился права защищать честь страны на летних Олимпийских играх в Лос-Анджелесе. Стартовал в программе одноместных байдарок на дистанции 500 метров и в программе четырёхместных байдарок на дистанции 1000 метров, но в обоих случаях занял в финале восьмое место.
В 1986 году Шолль выступил на чемпионате мира в канадском Монреале и вместе с напарником Томасом Пфрангом одержал победу в двойках на пятистах метрах. Год спустя на домашнем мировом первенстве в Дуйсбурге взял бронзу в четвёрках на пятистах метрах, уступив в решающем заезде командам из Советского Союза и Польши. Будучи одним из лидеров национальной сборной ФРГ, благополучно прошёл квалификацию на Олимпийские игры 1988 года в Сеуле — в двойках на пятистах метрах финишировал в финале четвёртым, немного не дотянув до призовых позиций, тогда как в четвёрках на тысяче метрах показал в решающем заезде шестой результат.
После сеульской Олимпиады Шолль остался в основном составе гребной команды Западной Германии и продолжил принимать участие в крупнейших международных регатах. Так, в 1989 году он побывал на чемпионате мира в болгарском Пловдиве, откуда привёз награду серебряного достоинства, выигранную в зачёте байдарок-четвёрок на полукилометровой дистанции — в финале его обошёл экипаж из СССР. Вскоре по окончании этих соревнований принял решение завершить спортивную карьеру, уступив место в сборной молодым немецким гребцам.